# Partick Thistle Football Club 2019-2020
Questa voce raccoglie le informazioni riguardanti il Partick Thistle Football Club nelle competizioni ufficiali della stagione 2019-2020.

## Stagione
- In Scottish Championship il Partick Thistle si classifica al 10º e ultimo posto (26 punti, in media 0,96 a partita) ed è retrocesso in League One.
- In Scottish Cup viene eliminato al quarto turno dal Celtic (1-2).
- In Scottish League Cup viene eliminato ai quarti di finale dal Celtic (5-0).

## Maglie e sponsor
| Casa | Trasferta |

## Rosa
| N. |                             | Ruolo | Calciatore                 |
| -- | --------------------------- | ----- | -------------------------- |
| 1  | Scozia (bandiera)           | P     | Jamie Sneddon              |
| 2  | Scozia (bandiera)           | D     | Ryan Williamson            |
| 3  | Scozia (bandiera)           | D     | James Penrice              |
| 4  | Scozia (bandiera)           | D     | Thomas O'Ware              |
| 5  | Irlanda del Nord (bandiera) | D     | Ben Hall                   |
| 6  | Irlanda (bandiera)          | D     | Sean McGinty               |
| 7  | Inghilterra (bandiera)      | C     | Joe Cardle                 |
| 8  | Scozia (bandiera)           | C     | Stuart Bannigan (capitano) |
| 9  | Scozia (bandiera)           | A     | Kenny Miller               |
| 10 | Inghilterra (bandiera)      | C     | Alex Jones                 |
| 11 | Scozia (bandiera)           | C     | Gary Harkins               |
| 12 | Inghilterra (bandiera)      | C     | Reece Cole                 |

| N. |                             | Ruolo | Calciatore       |
| -- | --------------------------- | ----- | ---------------- |
| 14 | Irlanda del Nord (bandiera) | C     | Shea Gordon      |
| 15 | Inghilterra (bandiera)      | D     | Tommy Robson     |
| 16 | Irlanda del Nord (bandiera) | C     | Cammy Palmer     |
| 17 | Scozia (bandiera)           | C     | Craig Slater     |
| 18 | Inghilterra (bandiera)      | A     | Lewis Mansell    |
| 19 | Canada (bandiera)           | C     | Dario Zanatta    |
| 20 | Scozia (bandiera)           | C     | Callum Wilson    |
| 22 | Scozia (bandiera)           | P     | Scott Fox        |
| 23 | Italia (bandiera)           | C     | Raffaele De Vita |
| 24 | Sierra Leone (bandiera)     | D     | Osman Kakay      |
| 43 | Scozia (bandiera)           | D     | Steven Saunders  |
| 77 | Australia (bandiera)        | C     | Mitch Austin     |